# Constance Fletcher
Constance Fletcher, född 1853 eller 1858, död 1938, var en brittisk författarinna som utgav sina böcker under pseudonymen G. Fleming.
Constance Fletcher, vars far var en amerikansk präst och mor en schweizisk prästdotter, kom som flicka till Venedig och levde där till sin död. På 1880- och 1890-talen uppehöll hon sig tidvis i London, i vars litterära kretsar hon var en uppmärksammad person. Hon debuterade som artonåring med romanen A Nile Novel (1877) och gav året därpå ut Mirage, vars handling utspelas i Syrien och Palestina. Hon publicerade vidare romanerna The Head of Medusa (1880), Vestigia (1884), Andromeda (1885), The truth about the life and death of Sir Clement Ker (1889) och For Plain Women Only (1895) samt novellsamlingen Little Stories About Women (1897). Som berättare gjorde hon sig känd för sina inträngande kvinnostudier och fina stilkonst. Hon skrev också skådespelen Mrs Lessingham (1894), The Canary (1899), The Fantastics (1900), en bearbetning av Edmond Rostands Les romanesques och The Light that Railed (1903), en dramatisering av Rudyard Kiplings roman med samma namn. Hon gjorde sig även känd som en kunnig, spirituell och självständig litteraturkritiker med bidrag i The Times Literary Supplement 1902–1910. På hennes slott i Venedig, 1930 inköpt av italienska staten, uppehöll sig gärna bland annat Robert Browning, John Addington Symonds och Henry James.